# Waitzdorf
Waitzdorf je vesnice, místní část města Hohnstein v německé spolkové zemi Sasko. Nachází se v zemském okrese Saské Švýcarsko-Východní Krušné hory a má 40 obyvatel.

## Historie
Waitzdorf byl založen ve středověku jako lesní lánová ves. Prvně je v písemných pramenech uváděn až roku 1445 jako Waczimsdorff. Roku 1973 byla do té doby samostatná obec připojena k městu Hohnstein.

## Geografie
Vesnice se rozkládá na hranici oblasti Saského Švýcarska. Prochází jí lužický zlom, v severní části proto tvoří podloží žula, v jižní pískovec. Nejvyšším bodem je žulový kopec Waitzdorfer Höhe s dvěma vrcholy (411 a 424 m) nacházející se severovýchodně od vesnice. Na území vsi zasahuje Národní park Saské Švýcarsko.

## Pamětihodnosti
- podstávkové domy